# Alphonse II de Provence
Pour les articles homonymes, voir Alphonse II et Alphonse d'Aragon.
Alphonse II Bérenger, né vers 1180, mort à Palerme en février 1209, est comte de Provence de 1196 à 1209. Il est le fils d'Alphonse II, roi d'Aragon, comte de Barcelone, de Roussillon et de Provence, et de Sancie de Castille.
Son règne est marqué par la lutte qui l'oppose continuellement au comte de Forcalquier, Guillaume IV, dont il a épousé la petite-fille et héritière, Garsende de Sabran. Guillaume IV lui conteste en effet son autorité sur la Provence et la possibilité d'hériter de Forcalquier. Alphonse II bénéficie en revanche de l'aide et du soutien des membres de sa famille, en particulier son oncle, le comte de Roussillon Sanche, et son frère, le roi d'Aragon Pierre II. En 1209, la mort d'Alphonse II et de Guillaume IV met un terme au conflit, puisque Raimond-Bérenger, fils du premier et arrière-petit-fils du second, réunit les deux comtés.

## Biographie

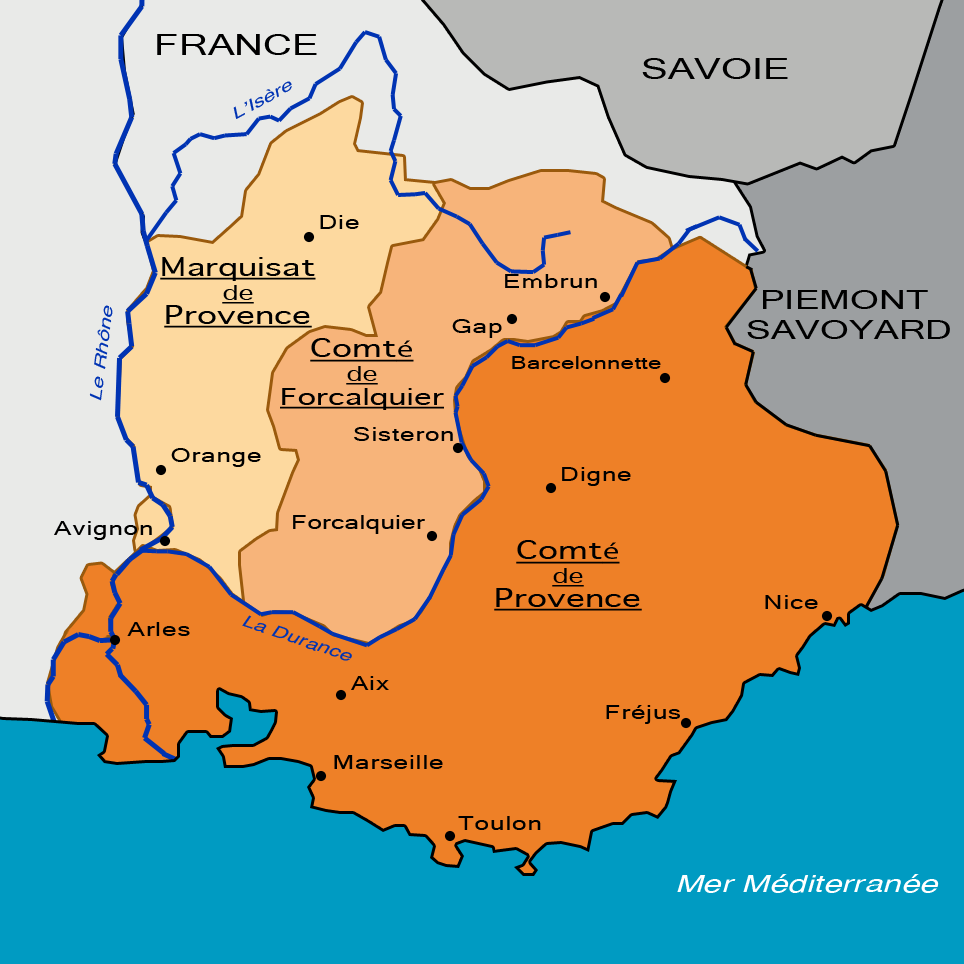
La Provence partagée entre comté de Provence, comté de Forcalquier et marquisat de Provence (1125).

### Jeunesse
C'est en 1180 que naît le second fils d'Alphonse II, roi d'Aragon et comte de Barcelone, qui reçoit le prénom d'Alphonse Bérenger. Ses origines le rattachent aux grands lignages européens. Du côté de son père, Alphonse Bérenger appartient à la famille de Barcelone, qui a réuni la plupart des comtés catalans, ainsi que le royaume d'Aragon. Sa mère, Sancie de Castille, est la fille du puissant roi de Leon et de Castille Alphonse VII, surnommé « l'Empereur », et de Richezza de Pologne, rattachée à la famille ducale de Silésie et à la famille impériale des Hohenstauffen. 
En 1181, à la suite de l'assassinat du comte de Provence, Raimond-Bérenger III, par un proche de Raimond V, le comte de Toulouse, Alphonse II avait cédé le comté de Provence à son frère, Sanche, afin qu'il l'aide à contrôler ce territoire, convoité par Raimond V. Mais, Sanche, qui avait cherché une paix séparée avec le comte de Toulouse, est écarté du pouvoir en 1185. Alphonse II décide finalement de diviser ses possessions entre ses deux fils : il donne le royaume d'Aragon et le comté de Barcelone à son fils aîné, Pierre, tandis que le cadet, Alphonse Bérenger, reçoit les comtés de Provence et de Gévaudan. En 1193, afin de consolider la position d'Alphonse Bérenger en Provence, il organise le mariage de son fils avec Garsende de Sabran, la petite-fille et héritière du comte de Forcalquier Guillaume IV, ancien allié de Raimond V. Celui-ci est célébré en juillet 1193 à Aix-en-Provence. Le mariage est ensuite confirmé à Tolède.
La dévolution de la Provence à Alphonse Bérenger est confirmée par le roi d'Aragon dans son testament, fait à Perpignan en 1194. En 1195, Alphonse II fait la paix, sur la base du traité de Tarascon, avec le fils et successeur de Raimond V, Raimond VI. Lorsqu'il meurt en 1196, de retour d'un voyage à Saint-Jacques-de-Compostelle, Alphonse II laisse à Alphonse Bérenger, âgé de quinze ans, un comté en paix avec ses voisins.

### Règne
En 1196, Alphonse Bérenger devient comte de Provence sous le nom d'Alphonse II. À cause de sa jeunesse, il est placé sous la tutelle de son oncle Sanche. 
Alphonse II doit rapidement affronter l'hostilité du comte de Forcalquier, Guillaume IV, qui récuse les précédents actes de soumission et les accords passés avec le père d'Alphonse II. Avec le soutien du seigneur des Baux, Hugues III, du comte de Toulouse, Raimond VI, du prince d'Orange, Guillaume II, et du vicomte de Marseille, Roncelin, il entame les hostilités et ravage la région d'Aix-en-Provence en 1199. Les seigneurs coalisés échouent cependant à prendre la ville. 
En 1202, Guillaume IV s'allie au dauphin du Viennois, Guigues VI de Bourgogne, et lui donne en mariage son autre petite-fille, Béatrice, dotée des comtés de Gap et d'Embrun. La guerre reprend entre Alphonse II et Guillaume IV, mais elle tourne à l'avantage du comte de Provence, qui occupe Sisteron en 1202 et oblige Guillaume IV à respecter les termes du traité. En 1203, avec l'aide de son frère Pierre II, Alphonse II impose une trêve à Guillaume IV à Aigues-Mortes. Ils proclament ensemble une paix de Dieu protégeant les « églises, les clercs voyageant sans armes, les troupeaux et les domestiques des églises, les abbayes de moines blancs et de moines noirs, les Templiers, les Hospitaliers, les chanoines réguliers, [...] les léproseries, etc. ».
En 1204, Alphonse II assiste à Montpellier au mariage de son frère, Pierre II, avec l'héritière des seigneurs de Montpellier, Marie. L'année suivante, alors que Pierre II est parti à Rome afin de renouveler son serment de vassalité au pape, la guerre reprend entre les comtes de Provence et de Forcalquier. Alphonse II, fait prisonnier, ne doit sa libération qu'à l'intervention de son frère.
En 1207, Alphonse II nomme l'Anglais Gervais de Tilbury, juge mage de Provence.
Le 2 février 1209, Alphonse II s'embarque avec des nobles aragonais, catalans et provençaux pour Palerme, afin d'accompagner sa sœur, Constance, qui a été promise au jeune roi de Sicile, Frédéric de Hohenstaufen. Veuve du roi de Hongrie Imre depuis 1204 et sans enfant, elle était retournée en Aragon, auprès de son frère Pierre II.

### Mort
Arrivé à Palerme, Alphonse II et un grand nombre des nobles qui l'accompagnent sont victimes de maladie : le comte de Provence meurt au mois de février 1209. Son épouse Garsende gouverne le comté de Provence au nom de leur fils Raimond-Bérenger IV. Au mois de septembre de la même année, à la suite de la mort de Guillaume IV, elle hérite du comté de Forcalquier, mettant fin aux conflits qui opposaient les comtes de Provence de la maison de Barcelone et les comtes de Forcalquier.
Le corps d'Alphonse II est d'abord enterré dans la cathédrale de Palerme, avant d'être finalement ramené en Provence, où son tombeau est placé dans la chapelle des Hospitaliers érigée à Aix-en-Provence.

## Mariage et descendance
En juillet 1193, Alphonse II épouse à Aix-en-Provence Garsende de Sabran, fille de Rainier de Sabran, seigneur du Caylar et d'Ansouis, et de Garsende, héritière du comté de Forcalquier. Ils ont deux enfants connus :
- Raimond-Bérenger V ou IV (1198 - 1245), comte de Provence et de Forcalquier (1209 - 1245) ;
- Garsende, mariée à Guillaume II de Moncade, vicomte de Béarn.